# Большевик (Челябінська область)
Большевик (рос. Большевик) — селище у Варненському районі Челябінської області Російської Федерації.
Входить до складу муніципального утворення Новоуральське сільське поселення. Населення становить 363 особи (2010).

## Історія
Від 27 лютого 1927 року належить до Варненського району, спочатку у складі Троїцького округу Уральської області, а відтак — Челябінської області.
Згідно із законом від 9 липня 2004 року органом місцевого самоврядування є Новоуральське сільське поселення.

## Населення
| 2002 | 2010 |
| ---- | ---- |
| 403  | ↘363 |